# نخل کوتوله
نخل کوتوله (نام علمی: Sabal minor) نام یک گونه از سرده نخلک‌ها است.

## نگارخانه

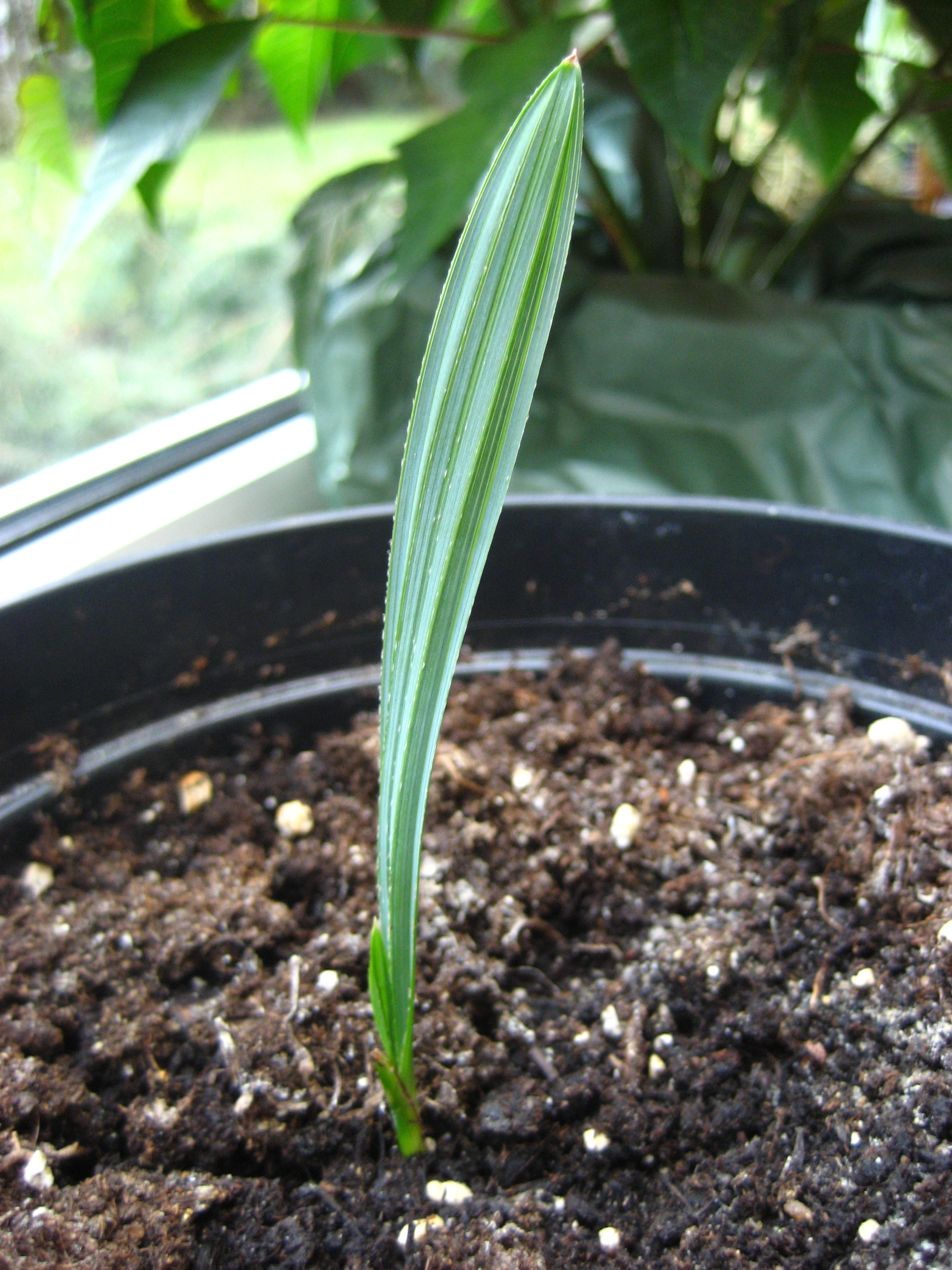
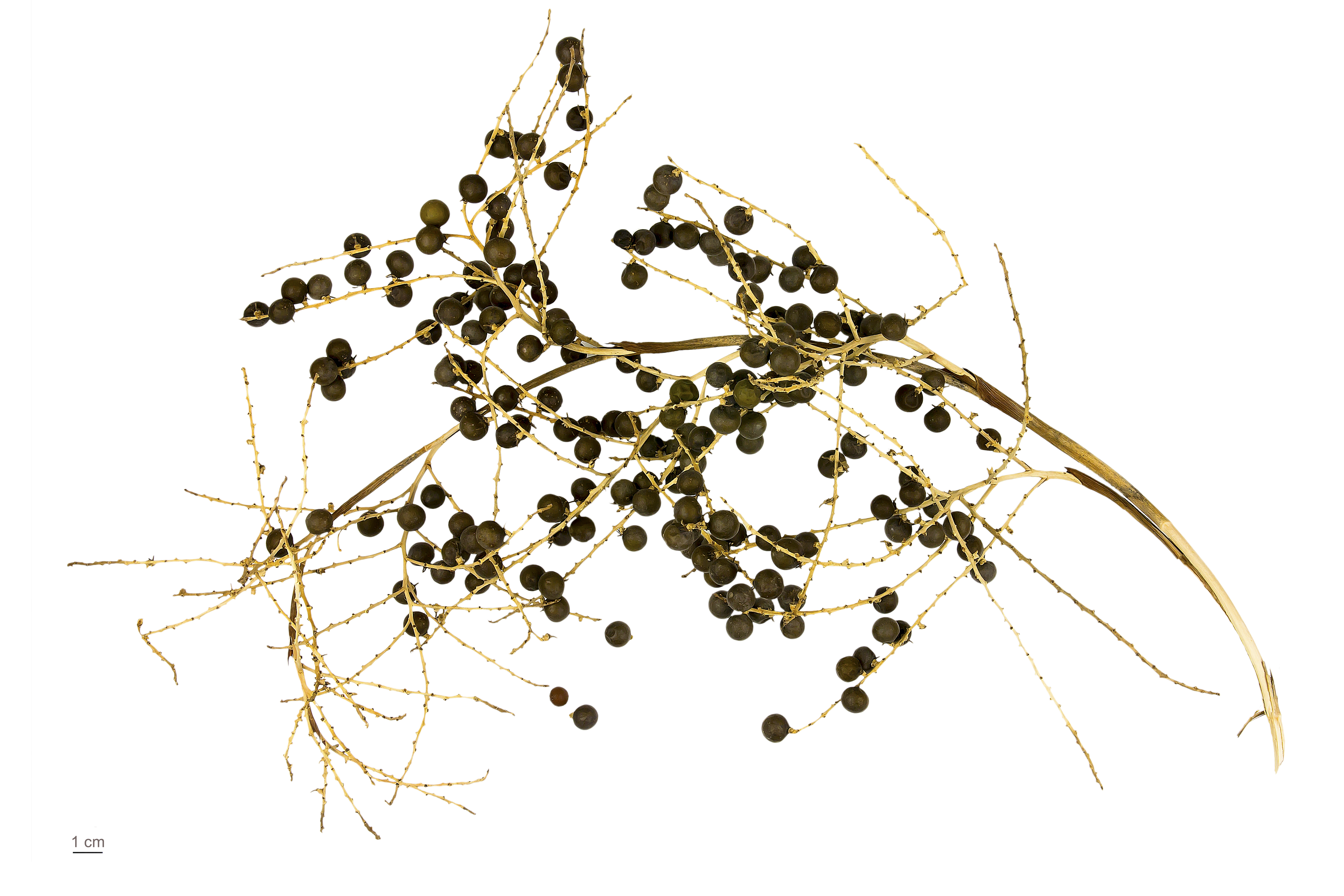
Sabal minor - Museum specimen